# Gri-gri

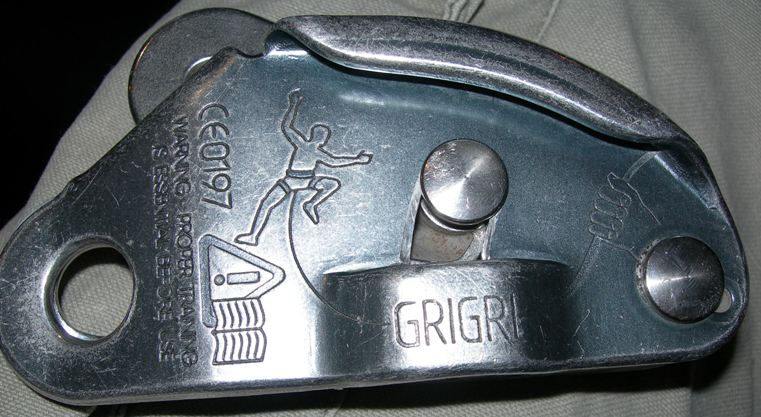
Gri-gri.

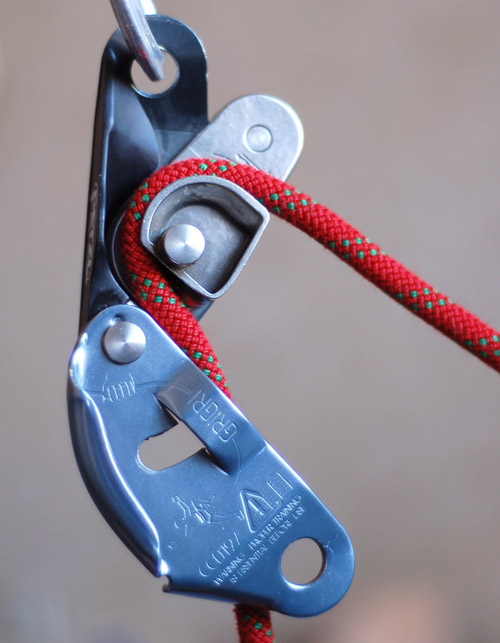
Un Gri-gri obert

Gri-gri o grigri és un sistema de seguretat de la marca Petzl que permet assegurar en una cordada d'escalada de manera semiautomàtica. Els seus usos són diversos, només s'ha de passar pel Grigri una corda dinàmica d'un gruix entre 10 i 11 mm. El fabricant no garanteix el bon funcionament amb diàmetres de corda menors i en tot cas, si es fa, l'assegurador haurà d'estar especialment atent i no deixar anar mai l'extrem de la corda.
En cas de caiguda de l'escalador, aquesta eina acciona una peça que pinça la corda frenant la caiguda, encara que l'assegurador no estigui atent, o tingui un problema, és semblant al cinturó de seguretat dels vehicles de motor. Tot i el seu suposat automatisme per frenar una caiguda, no s'ha de deixar anar la corda en cap moment, ja que hi ha la possibilitat que no funcioni correctament sense ajuda de l'assegurador.
Encara que el nom "Grigri" és una marca registrada de Petzl, l'èxit d'aquesta eina ha estat tan gran que s'ha convertit (fins a cert punt) en un nom comú. Els competidors inclouen el Trango Cinch i el Edelrid Eddy.
Aquest i altres dispositius similars han reduït el nombre d'accidents en muntanya.

## Gri-Gri 2
La firma Petzl ha tret una segona versió del Gri-Gri, que ha millorat en molts aspectes, dels quals se'n poden destacar els següents:
- Compatible amb corda de 8,9 a 11 mil·límetres
- Més lleuger

Tot i que les primeres unitats van sortir defectuoses, la marca les va canviar i va afegir un gomet rodó i verd a totes les unitats que ja no tenen aquest defecte de fàbrica.